# 马基 (第二次世界大战)
马基（法語：Maquis，法語發音：[maki] ⓘ）是第二次世界大战德占法国军事管辖区內由法国和比利时反德人士组成的农村游击队。納粹德國佔領法國並且扶植维希法国後，許多年輕人為躲避納粹德國的強迫勞動而逃到山区和树林。马基就是在這個背景下形成。